# Bogusławice (Silésie)
Pour les articles homonymes, voir Bogusławice.
Bogusławice (prononciation : [bɔɡuswaˈvit͡sɛ]) est une localité polonaise de la gmina de Kruszyna, située dans le powiat de Częstochowa en voïvodie de Silésie.